# 易燃液體

全球化学品统一分类和标签制度中針對易燃化學物質的GHS危險象形符號圖

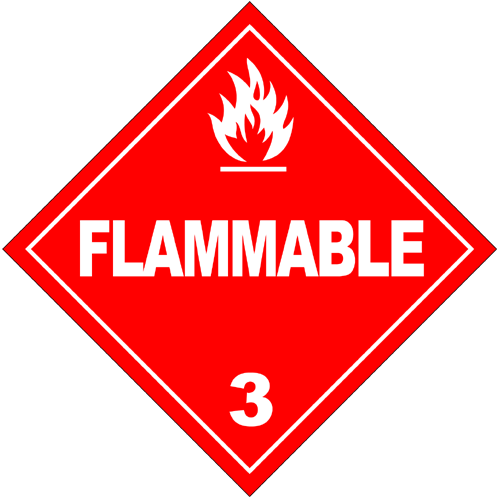
易燃物質標語牌

易燃液體（flammable liquid）是指很容易起火燃燒的液體，不過不是此類液體本身會起火燃燒，而是若液體產生的蒸氣在空氣中濃度在爆炸下限（LFL）及爆炸上限（UFL）之間時，氣體會起火燃燒。
可燃液體（combustible liquid）也是會起火燃燒的液體，但燃燒的困難度較易燃液體要高。
美國勞工部的職業安全與衛生管理局（OSHA）定義易燃液體是閃點低於93 °C/199.4 °F的液體。在2012年導入聯合國的全球化学品统一分类和标签制度（GHS）之前，OSHA對易燃液體的定義是閃點在37.8 °C/100 °F以下的液體，若液體閃點在 37.8 °C/100 °F以上，在93.3 °C/200 °F以下，則是可燃液體。研究指出液體易燃性、閃點的量測和其局部的氣壓有關，意思是若在高海拔，氣壓較低處，其閃點也會比較低。

## 分類
OSHA和GHS對易燃液體進一步的分類如下：
- 第I類易燃液體是沸點≤ 35 °C/95 °F，且閃點< 23 °C/73 °F的液體[1][5]。
- 第II類易燃液體是沸點> 35 °C/95 °F，且閃點< 23 °C/73 °F的液體[1][5]。
- 第III類易燃液體是閃點> 23 °C/73 °F，且≤ 60 °C/140 °F的液體[1][5]。
- 第IV類易燃液體是閃點> 60 °C/140 °F，且≤ 93 °C/199.4 °F的液體[1][5]。

上述分類和海拔和氣壓有關，因為沸點和閃點也會隨壓力而變化。